# DJ・ハーツ
デビッドジョン・パトリック・ハーツ（Davidjohn Patrick Herz, 2001年1月4日 - ）は、アメリカ合衆国ノースカロライナ州カンバーランド郡ファイエットビル出身のプロ野球選手（投手）。左投右打。MLBのワシントン・ナショナルズ所属。

## 経歴

### プロ入りとカブス傘下時代
2019年のMLBドラフト8巡目（全体252位）でシカゴ・カブスから指名され、プロ入り。契約後、傘下のルーキー級アリゾナリーグ・カブスでプロデビュー。6試合に先発登板して0勝1敗、防御率2.61、8奪三振を記録した。
2020年はCOVID-19の影響でマイナーリーグの試合が開催されなかったため、公式戦の登板は無かった。
2021年はA級マートルビーチ・ペリカンズとA+級サウスベンド・カブスでプレーし、2球団合計で20試合に先発登板して4勝4敗、防御率3.31、131奪三振を記録した。
2022年はA+級サウスベンドとAA級テネシー・スモーキーズでプレーし、2球団合計で26試合に先発登板して3勝6敗、防御率4.25、141奪三振を記録した。
2023年は開幕からAA級テネシーでプレーした。

### ナショナルズ時代
2023年7月31日にジェイマー・キャンデラリオとのトレードで、ケビン・メイドと共にワシントン・ナショナルズへ移籍した。移籍後は傘下のAA級ハリスバーグ・セネターズでプレーし、移籍前を含めた2球団合計で22試合に先発登板して3勝3敗、防御率3.43、133奪三振を記録した。オフにはアリゾナ・フォールリーグに参加し、スコッツデール・スコーピオンズに所属した。また、11月15日にはルール・ファイブ・ドラフトでの流出を防ぐために40人枠入りした。
2024年はAAA級ロチェスター・レッドウイングスで開幕を迎えた。6月4日にメジャー初昇格を果たすと、同日のニューヨーク・メッツ戦にて先発登板でメジャーデビュー（4回を4失点で敗戦投手）。この年メジャーでは19試合に先発登板して4勝9敗、防御率4.16、106奪三振を記録した。

## 選手としての特徴
アマチュア時代から評判だったチェンジアップ、70mph台後半のスパイクカーブ、80mph台前半のスライダーといった変化球に、打者のバレルゾーンを外すことに長けた最速96mph（約154.4km/h）の速球とのコンビネーションを生かした投球を見せる。

## 詳細情報

### 年度別投手成績
| 年 度    | 球 団    | 登 板 | 先 発 | 完 投 | 完 封 | 無 四 球 | 勝 利 | 敗 戦 | セ 丨 ブ | ホ 丨 ル ド | 勝 率 | 打 者 | 投 球 回 | 被 安 打 | 被 本 塁 打 | 与 四 球 | 敬 遠 | 与 死 球 | 奪 三 振 | 暴 投 | ボ 丨 ク | 失 点 | 自 責 点 | 防 御 率 | W H I P |
| -------- | -------- | ----- | ----- | ----- | ----- | -------- | ----- | ----- | -------- | ----------- | ----- | ----- | -------- | -------- | ----------- | -------- | ----- | -------- | -------- | ----- | -------- | ----- | -------- | -------- | ------- |
| 2024     | WSH      | 19    | 19    | 0     | 0     | 0        | 4     | 9     | 0        | 0           | .308  | 382   | 88.2     | 76       | 11          | 36       | 0     | 3        | 106      | 5     | 1        | 45    | 41       | 4.16     | 1.26    |
| MLB：1年 | MLB：1年 | 19    | 19    | 0     | 0     | 0        | 4     | 9     | 0        | 0           | .308  | 382   | 88.2     | 76       | 11          | 36       | 0     | 3        | 106      | 5     | 1        | 45    | 41       | 4.16     | 1.26    |

- 2024年度シーズン終了時

### 年度別守備成績
| 年 度 | 球 団 | 投手（P） | 投手（P） | 投手（P） | 投手（P） | 投手（P） | 投手（P） |
| 年 度 | 球 団 | 試 合     | 刺 殺     | 補 殺     | 失 策     | 併 殺     | 守 備 率  |
| ----- | ----- | --------- | --------- | --------- | --------- | --------- | --------- |
| 2024  | WSH   | 19        | 0         | 5         | 0         | 0         | 1.000     |
| MLB   | MLB   | 19        | 0         | 5         | 0         | 0         | 1.000     |

- 2024年シーズン終了時

### 背番号
- 74（2024年）